# Campiña Sur Cordobesa
La Campiña Sur, oficialmente llamada Mancomunidad de la Campiña Sur Cordobesa, es una comarca de la provincia de Córdoba en la comunidad autónoma de Andalucía, España.
Zona agrícola donde el vino y el olivo presentan una tierra que auna historia y sabor. Con  30.048 habitantes, Puente Genil es la ciudad más poblada de esta comarca; sin embargo, Montilla es sede comarcal de los principales organismos e instituciones, así como cabecera de comarca. Otros pueblos como Aguilar de la Frontera, con su plaza octogonal, o Monturque con sus impresionantes Cisternas romanas, también convierten a esta comarca en un destino cultural inigualable. Puente Genil es el principal destino turístico gracias a sus amplias calles y la villa romana de fuente Álamo, la que se recomienda visitar.
Según el Capítulo IV Artículo 21 de sus Estatutos "tiene por objeto promover, dinamizar y racionalizar el desarrollo integral de la Comarca, que forman los municipios asociados y conjugar y coordinar medios y esfuerzos materiales y humanos para gestionar y satisfacer servicios que interesen".

## Geografía

### Ubicación
Está situada en el centro de Andalucía, entre las Sierras Subbéticas y el Valle del Guadalquivir. Limita al este con los términos municipales de Espejo y Castro del Río; al sur con Cabra y Lucena, al norte con Córdoba, al oeste con La Victoria y La Carlota; además de Écija y Herrera de la provincia de Sevilla. Tiene una extensión total de 1.101 km² y una altura media sobre el nivel del mar de 300 metros aproximadamente.

### Clima
Tiene un clima mediterráneo continentalizado. Los inviernos son fríos y los veranos calurosos, con importantes oscilaciones térmicas diarias que van desde los 0º en invierno hasta los 40° en verano. Las precipitaciones anuales rondan los 400 mm.

### Hidrografía
Los ríos campiñeses son el Guadajoz al nordeste, el Cabra al sureste y el Genil al suroeste. El río Cabra desemboca en el Genil. El Guadajoz y el Genil desembocan en el Guadalquivir. 
En cuanto a recursos medioambientales destacan las denominadas Zonas Húmedas del Sur de Córdoba, entre las que están: la Laguna de Zóñar en Aguilar, la Laguna del Rincón en Moriles , la Laguna de Tíscar y el embalse de Cordobilla en Puente Genil y la Laguna del Donadío en Santaella. 
Todas ellas constituyen lugares de refugio y nidificación de aves acuáticas como el Pato Malvasía, Garcilla, Garzas, Cormoranes, etc.

## Economía
La Campiña agrupa tres zonas bien diferenciadas: la parte oriental, conocida como Campiña Baja, de economía olivarera y cerealista, localizada entre el Guadalquivir y su afluente: el Guadajoz; la zona central denominada Campiña Alta, a cuyo paisaje se caracterizada por un paisaje lleno de viñas, discurre entre el Guadajoz y el Genil; y al oeste, Las Colonias que abarca los pueblos creados en el siglo XVII por Carlos III.

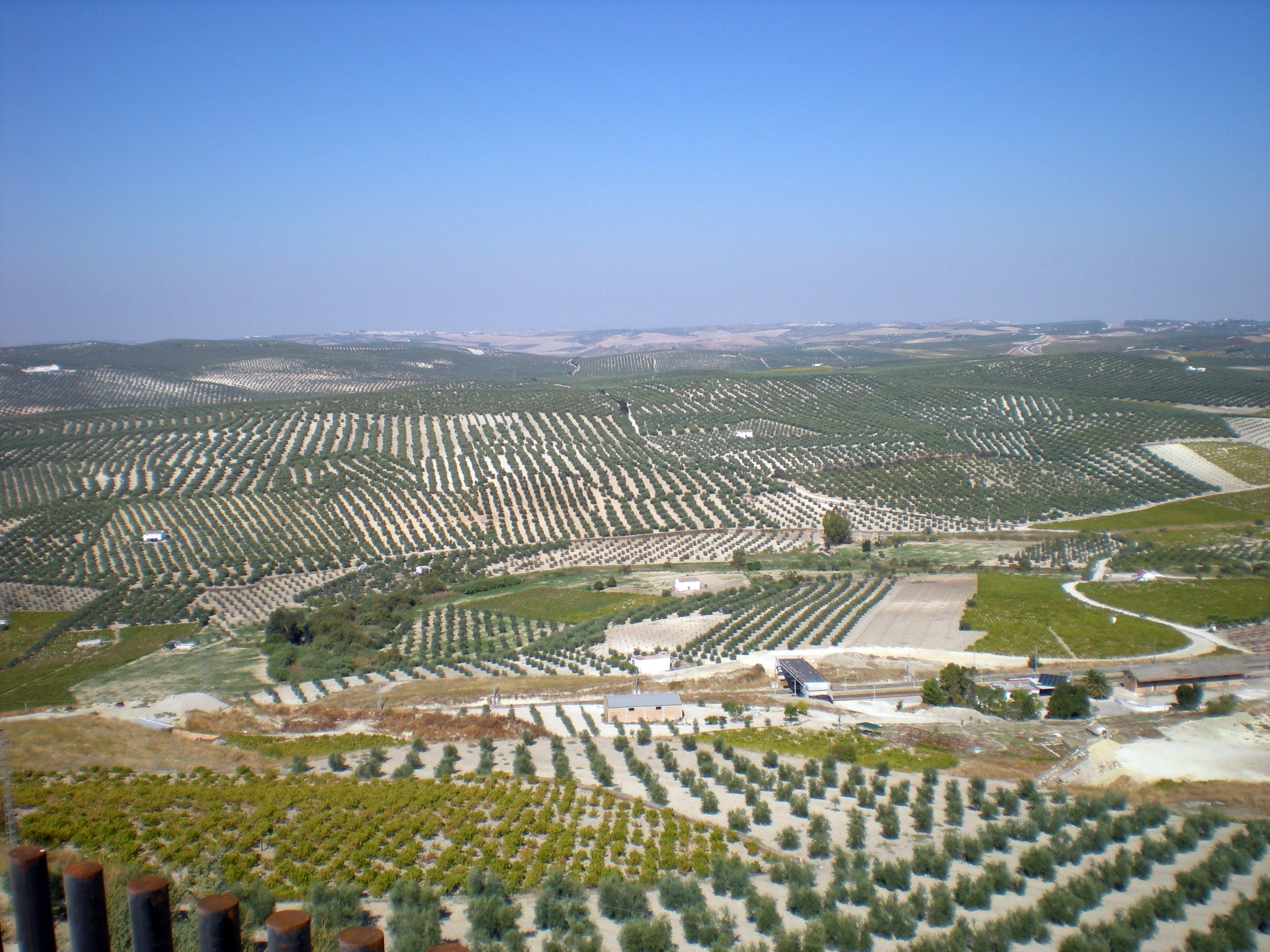
Campos de olivares y viñas.

En casi toda la Campiña existen focos industriales o artesanos, destacando los productos agroalimentarios, cerámica, bronce, cobre, latón y el mueble. Los principales focos industriales están localizados sobre todo en Montilla y Puente Genil, considerados como los municipios dinamizadoras de la economía comarcal. En el sector agroalimentario destaca la industria conservera de la carne de membrillo de Puente Genil, así como la elaboración de afamados vinos de la Denominación de Origen Montilla-Moriles, encontrándose muchas bodegas productoras de estos caldos en Montilla y otras localidades de la zona. El cultivo del olivar y la producción de aceite de oliva también cuentan con un importante peso en el sector agrícola. De La Rambla sobresale la industria cerámica, que cuenta con numerosos centros de producción.

## Municipios
La comarca está integrada por 11 municipios:
| Escudo | Municipio                        | Superficie (km2) | Población (2024) | Densidad (hab./km2) |
| ------ | -------------------------------- | ---------------- | ---------------- | ------------------- |
|        | Aguilar de la Frontera           | 166,48           | 13 210           | 79,35               |
|        | Fernán Núñez                     | 29,80            | 9 638            | 323,42              |
|        | Montalbán de Córdoba             | 33,66            | 4 435            | 131,80              |
|        | Montemayor                       | 57,98            | 3 885            | 67,01               |
|        | Montilla                         | 169,29           | 22 333           | 131,92              |
|        | Monturque                        | 32,83            | 1 933            | 58,88               |
|        | Moriles                          | 19,59            | 3 643            | 185,96              |
|        | Puente Genil                     | 171,01           | 29 844           | 174,52              |
|        | La Rambla                        | 137,80           | 7 438            | 53,98               |
|        | San Sebastián de los Ballesteros | 11,84            | 854              | 72,13               |
|        | Santaella                        | 225,80           | 4 655            | 20,62               |
|        | Total                            | 1 056,08         | 101 868          | 96,46               |

## Medios de transporte

### Carretera
Sus principales accesos por carretera son la A-45, la N-331, la A-423, la A-340 y la A-386.

### Ferrocarril

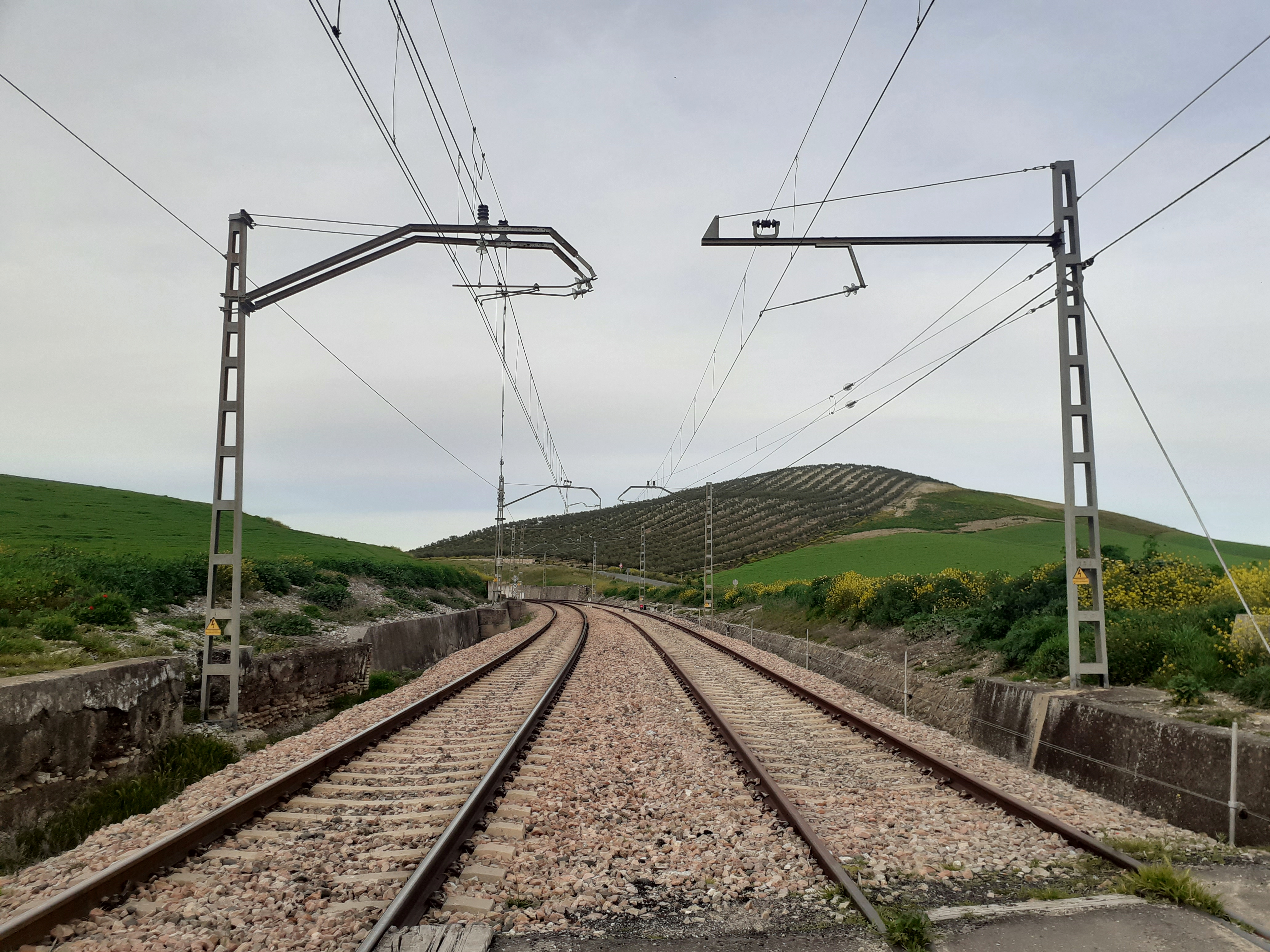
La línea Córdoba-Málaga a su paso por el municipio de Montemayor.

Los principales accesos por ferrocarril son la línea de ferrocarril que une Córdoba y Málaga, que poseía paradas en los municipios de Montilla, Aguilar de la Frontera y Puente Genil, entre otros, de norte a sur por ferrocarril convencional. Desde hace una década no existe servicio Regional de viajeros por la red de interés general de ancho Ibérico. Sí hay una estación AVE en la ciudad de Puente Genil, único servicio ferroviario entre Córdoba y Málaga, que cuenta con numerosas paradas AVE, Avant (Lanzaderas), Alvia y Talgo hacia Málaga, Granada, Córdoba, Sevilla, Madrid o Barcelona.

## Límites
Limita con:
- La comarca del Valle Medio del Guadalquivir y Córdoba al norte.
- La comarca Subbética al sur.
- La comarca de la Campiña Este - Guadajoz al este.
- La provincia de Sevilla al oeste.